# Wettiner Kaserne
Die Wettiner Kaserne ist seit 1990 eine Garnison der Bundeswehr in Frankenberg/Sachsen. Benannt wurde sie im November 1992 nach dem Adelsgeschlecht der Wettiner. Sie ist heute Standort der Panzergrenadierbrigade 37 „Freistaat Sachsen“. Errichtet wurde sie zwischen 1913 und 1916 zur Unterbringung einer Unteroffizierschule, eines Lazarettes und von Truppen des Königreichs Sachsen. Nach dem Abschluss des Versailler Vertrages wurde die militärische Nutzung von der Weimarer Republik 1922 aufgegeben. 1934 stationierte der NS-Staat hier Artillerietruppen. 1945 bis 1946 besetzte die Rote Armee die Anlage. Ab 1949 waren Einheiten der Volkspolizei und der Kasernierten Volkspolizei der DDR in der Kaserne untergebracht. 1956 zog die Nationale Volksarmee der DDR ein. Zunächst waren Verbände der Flugabwehr, ab 1963 Artillerietruppen stationiert, die hier bis zu ihrer Auflösung nach Übernahme der Kaserne durch die Bundeswehr verblieben.

## Bau und Stationierungsgeschichte

### Deutsches Kaiserreich und Weimarer Republik

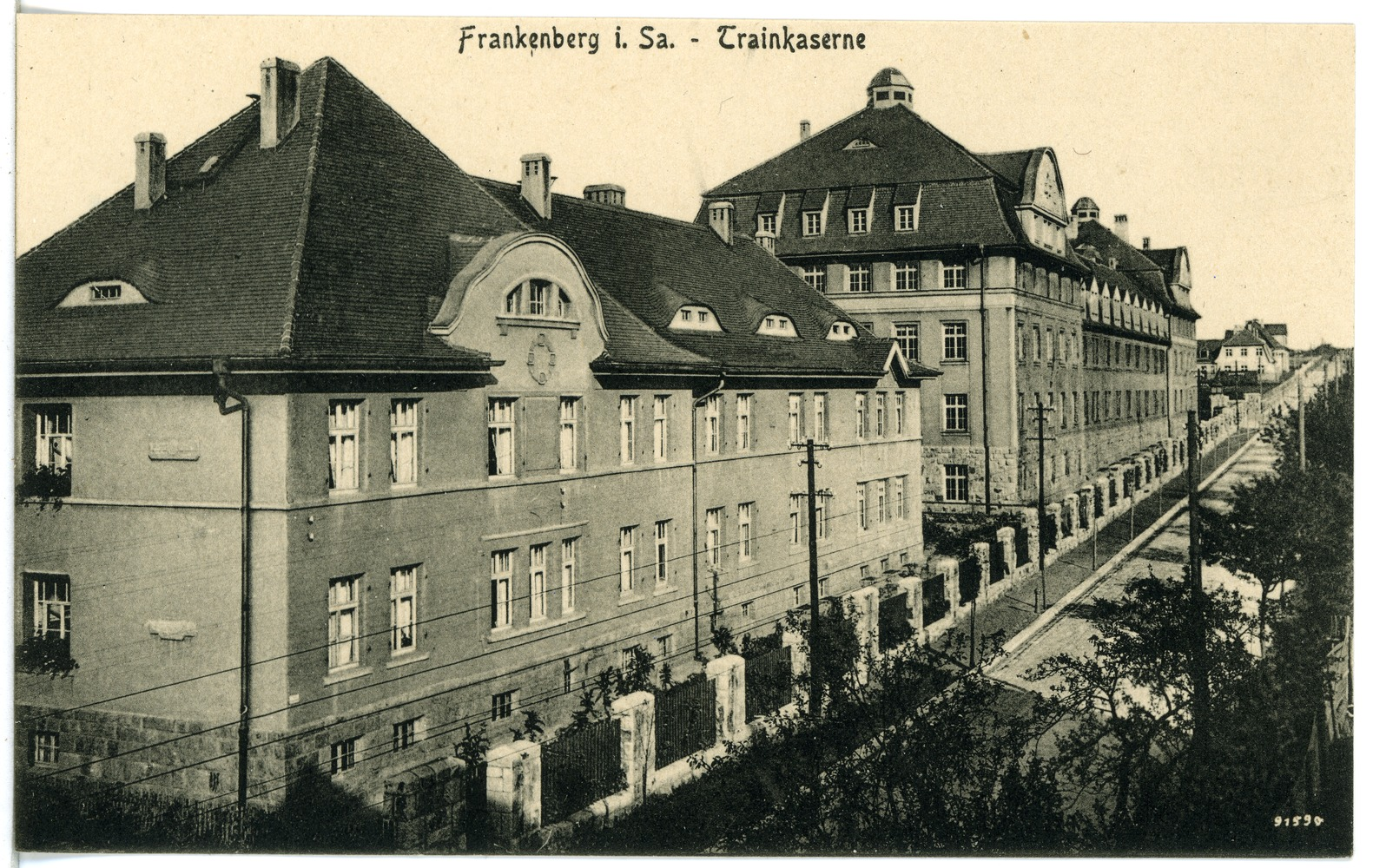
Die Trainkaserne 1917

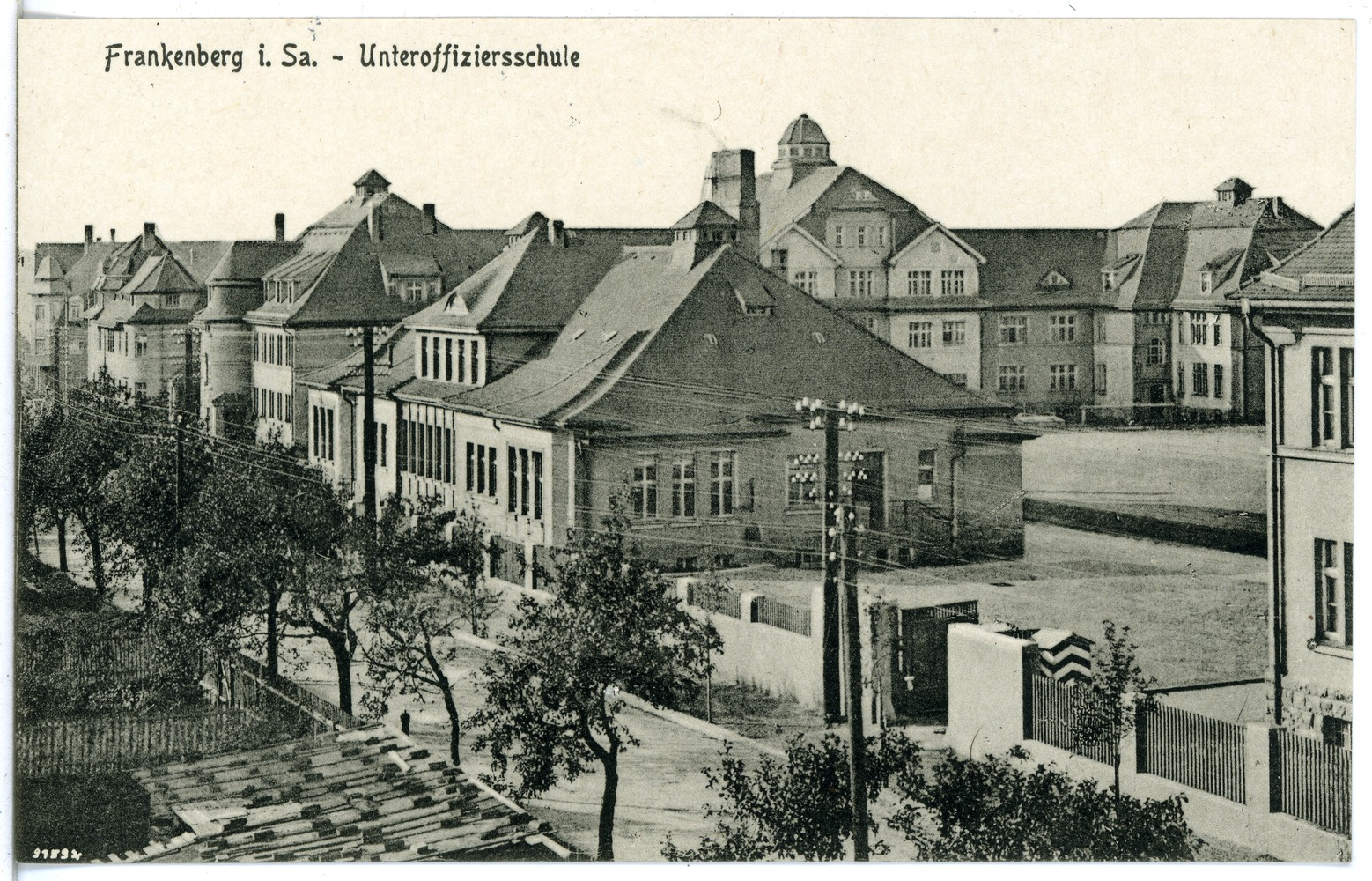
Die Unteroffiziersschule 1917

Im November 1910 bemühte sich die Stadt Frankenberg beim Kriegsministerium des Königreichs Sachsen im Deutschen Kaiserreich um die Errichtung einer Garnison. Doch das Gesuch wurde abgelehnt. Am 11. Februar 1913 wandte sich das Ministerium an die Stadt, ob noch Interesse an einer Truppenstationierung und am Bau einer Kasernenanlage bestünde. Bereits einen Tag später reiste der Bürgermeister von Frankenberg zu einem Gespräch nach Dresden. Bis zum Herbst 1915 wurde durch die sächsische Regierung in Aussicht gestellt, Frankenberg zu einem vollständigen Garnisonsstandort auszubauen. Als Voraussetzung wurde die Überlassung von 9 Hektar Land gefordert. Ab 15. Februar 1915 begann die Stadt mit dem Erwerb von Grundstücken. Die verbindliche Zusage für den Bau der Kaserne erhielt die Stadt jedoch erst am 17. März 1913. Ein Reichstagsgesetzentwurf zur Errichtung der Garnison für 2,9 Millionen Goldmark lag am 13. April 1913 vor. Die Gesamtanlage untergliederte sich in den westlichen Bereich zur Unterbringung der Sächsischen Unteroffiziersschule, einen mittleren Teil mit Unterkunftsbereich und Stallungen für eine Traineinheit sowie in den östlichen Abschnitt mit dem Garnisonslazarett. Am 4. Juli 1913 begannen die Bauarbeiten und bis Jahresende wurden insgesamt 23 Gebäude, hauptsächlich Stallungen, Gerätehallen und Werkstätten in Angriff genommen. Die 4./Trainbataillon 19 bezog jedoch im Oktober 1913 zunächst Ersatzquartiere, da die Unterkunftsgebäude noch nicht zur Verfügung standen. Die Fertigstellung der Kasernengebäude verzögerte sich durch den Beginn des Ersten Weltkriegs. Es wurden bis zu 400 französische Kriegsgefangene auf der Baustelle eingesetzt. Am 1. März 1915 zogen die ersten Soldaten ein. Die Arbeiten an den Kasernenbauten konnten erst 1916 abgeschlossen werden. Die 4./Trainbataillon 19 war mit Kriegsausbruch an die Front verlegt worden. In Frankenberg wurde das II. Ersatzbataillon des Infanterieregiments 104 „Kronprinz“ stationiert, das jedoch ebenfalls zunächst in Interimsquartieren untergebracht werden musste. Am 1. Juni 1916 bezog die zuvor in Marienberg eingerichtete Sächsische Unteroffiziersschule die neue Kaserne. Das II. Ersatzbataillon des Infanterieregiments 104 „Kronprinz“ wurde im November 1917 aufgelöst und im Dezember 1917 durch das Ersatzbataillon des Reserveinfanterieregiments 106 ersetzt. Noch kurz vor Kriegsende, am 15. Oktober 1918, kam das Ersatzbataillon des Fußartillerieregiments 12 in die Kaserne. Es wurde im April 1919 aufgelöst. Die Bemühungen der Stadt um den Fortbestand der Garnison beim Freistaat Sachsen und in der Weimarer Republik hatten keinen Erfolg. Geschlossen wurde im März 1920 auch die Sächsische Unteroffiziersschule. Das Übergangsheer und die Reichswehr waren von 1919 bis 1922 noch vertreten durch das I./Reichswehrregiment 37, das III./Reichswehrregiment 38, das I./Infanterieregiment 11 und die Halbeskadron von Mannsbach. Am 12. März 1922 wurde die Garnison mit Auszug des letzten Soldaten aufgegeben. Die Stadt Frankenberg mietete die Kaserne. Es entstand ein Gewerbegebiet mit Metall- und Textilbetrieben, Tabakfabrik, Wäscherei, Gewerkschaftsheim und Jugendherberge. Die Metallwerke Frankenberg beschäftigten hier Ende der 1920er Jahre über 700 Mitarbeiter.

### NS-Staat und Zweiter Weltkrieg

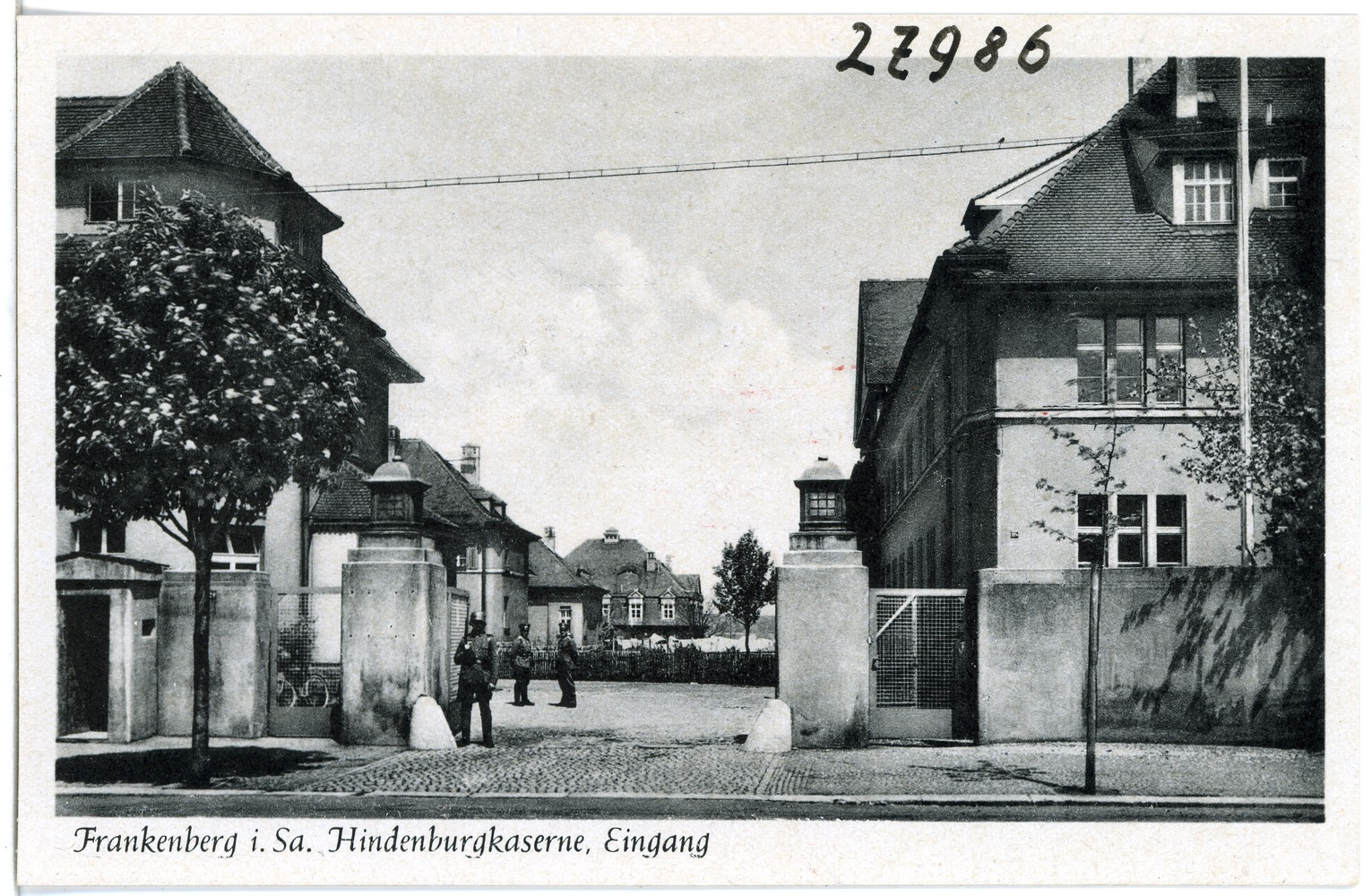
Einfahrt zur Hindenburg-Kaserne

Nach der Ernennung von Adolf Hitler zum Reichskanzler Ende Januar 1933 ermordeten am 20. Mai 1933 die Nationalsozialisten ein Frankenberger Gewerkschaftsmitglied in der ehemaligen Wache der Sächsischen Unteroffizierschule. Nach der Kündigung der die Kaserne nutzenden Betriebe und Einrichtungen erfolgte ab dem 1. Juli 1934 die schrittweise Räumung und Übergabe des Areals an das Militär. Zudem wurden weitere Stallungen, ein zusätzlicher Exerzierplatz und Fahrzeughallen errichtet. Am 1. Oktober 1934 erfolgte die Aufstellung der IV. Abteilung des Artillerieregiments 4 in der Kaserne. Mit der erneuten Einführung der Wehrpflicht und Bildung der Wehrmacht am 15. März 1935 wurde die einst dreigeteilte Kasernenanlage rechtlich zusammengefasst und offiziell wieder Garnison. Im August 1935 erhielt sie den Namen „Hindenburg-Kaserne“ nach dem ehemaligen Reichspräsidenten Paul von Hindenburg. Zum 15. Oktober 1935 wurde sie in I./schweres Artillerieregiment 40 umbenannt. Am 25. Januar 1936 entstand hier zudem die Ergänzungsbatterie 9, die zum 6. Oktober 1936 zur 7. (Ersatz-)Batterie des Artillerieregiments 40 wurde. Ebenfalls ab 25. Januar 1936 bestand eine Sanitätsstaffel. Am 10. November 1938 wechselte die Artillerieabteilung erneut ihre Bezeichnung und wurde zur I./schweres Artillerieregiment 60. Eine geplante Verlegung nach Plauen fand nicht statt. Mit der Mobilmachung vor Beginn des Zweiten Weltkriegs folgte der Wechsel zum Artillerieregiment 24 und der Fronteinsatz. Am 7. September 1939 wurde die II. (schwere)/Artillerieersatzabteilung 209 in der Kaserne aufgestellt, jedoch am 1. Dezember 1939 bereits wieder aufgelöst.
1936 wurde ein Gebäude einer ehemaligen Zigarrenfabrik in der Lerchenstraße zusätzlich angemietet und zu einer Kaserne umgenutzt. Zunächst wurden Wachmannschaften der SS untergebracht, die im Konzentrationslager Sachsenburg eingesetzt waren. Nach deren Abzug 1937 richtete der Reichsarbeitsdienst eine Truppführerschule ein. Genutzt wurde die Anlage zudem von der in der Hindenburg-Kaserne stationierten Artillerieabteilung.
Ferner waren in Frankenberg seit 25. Januar 1936 die Heeresfachschule Verwaltung und Wirtschaft, die Heeresstandortverwaltung, das Heeresverpflegungsamt sowie ab 1. Februar 1938 das Wehrmeldeamt eingerichtet. Das Landesschützenbataillon V/IV bildete sich in Frankenberg am 26. August 1939 und wurde am 16. März 1940 als I./Infanterieregiment 655 in die 379. Infanteriedivision eingegliedert. Das Landesschützenersatzbataillon 4 wurde hier am 19. Februar 1940 aufgestellt, jedoch am 9. September 1940 nach Glauchau verlegt. Schließlich kam die Veterinärersatzabteilung 4 am 9. Oktober 1942 aus Bautzen und gliederte am 10. April 1943 zur Veterinärersatz- und Ausbildungsabteilung 4 um.

### Sowjetische Besatzung und Nutzungen durch die DDR
Die 25. sowjetische Schützendivision besetzte am 7. Mai 1945 Frankenberg. Die Kasernenanlage wurde mit Truppen der Roten Armee bis 1946 belegt. Im Anschluss begann die Vorbereitung für eine zivile Konversion der Garnison. Einige bauliche Anlagen wurden abgebrochen. Doch dazu kam es nicht. Im Februar 1949 übernahm das Polizeipräsidium Chemnitz die Verwaltung der Liegenschaft für die Unterbringung der Volkspolizei-Bereitschaften 8 und 12. Untergebracht wurden zunächst ab 1949 die 5. und 9. A-Bereitschaft Sachsen. Ab 1949 entstand ein neuer technischer Bereich in der Kaserne.
Im September 1952 erfolgte im Zusammenhang mit der Gründung der Kasernierten Volkspolizei die Aufstellung der gemischten Volkspolizeibereitschaft Frankenberg I (Volkspolizeidienststelle 3314) der Territorialverwaltung 3000 Dresden. Ab 1953 gliederten sich die in der Kaserne stationierten Kräfte in das 1. Mechanisierte Kommando Frankenberg I (Kasernierte Volkspolizeidienststelle 3314), das Kradschützenbataillon Frankenberg II und die Kraftfahrzeugschule Frankenberg III der Mechanisierten Bereitschaft Dresden. 1953 errichtete die Kasernierte Volkspolizei im Kasernengelände ein Kulturhaus, die „Erich-Weinert-Halle“.
Nach Gründung der Nationalen Volksarmee wurde ihr die Kaserne zum 1. März 1956 übergeben. Es folgten umfassende Planungs- und Bauarbeiten. Der zum 10. Dezember 1956 in Strausberg gebildete Stab der 1. Flak-Division verlegte am 15. Mai 1957 nach Frankenberg und wurde zum 15. Dezember 1961 wieder aufgelöst. In Frankenberg bestand zudem die Flak-Divisionsschule als Ausbildungsstätte. Zur Unterbringung des Flak-Verbandes wurde 1959 ein Stabsgebäude in der Kaserne neu errichtet.
Am 10. Dezember 1956 begann in Frankenberg die Aufstellung des Flak-Regiments 14 aus einem Bataillon des Flak-Regiments 13. Zwischen Oktober und Dezember 1960 erfolgte bereits wieder seine Auflösung.
Die 1960 in Erfurt aufgestellte und 1961 nach Frankenberg verlegte Infanterieschule II zog zwischen dem 22. Oktober und 30. November 1963 zur Bildung der Offiziershochschule der Landstreitkräfte nach Löbau.
Das am 20. August 1956 in Zittau gebildete Artillerieregiment 7 verlegte im November 1963 nach Frankenberg. Am 1. März 1970 erhielt es den Beinamen „Albert Hößler“.
Das am 20. November 1958 in Eilenburg aufgestellte Ausbildungsregiment 7 war ab 1961 mit einer Panzertruppenschule in Frankenberg teilstationiert. Zum 8. März 1962 wurde der Verband in Unteroffiziersausbildungsregiment 7 umbenannt. Am 1. Dezember 1969 entstand hieraus in Frankenberg die Fachrichtung III – Panzer der mit Stab in Eilenburg liegenden Unteroffiziersschule II. Am 1. März 1971 erhielt die gesamte Unteroffiziersschule den Traditionsnamen „Kurt Bennewitz“. 1980 erfolgte die Verlegung der Fachrichtung nach Delitzsch an den seit 25. Oktober 1979 neuen Standort der Unteroffiziersschule II.
Am 1. März 1974 erhielt die Garnison den Namen „Albert-Hößler-Kaserne“.
In der Kaserne Lerchenstraße bildete sich ab 20. August 1956 das Aufklärungsbataillon 7. Zum 1. Oktober 1961 wurde es zur Aufklärungskompanie 7 reduziert, 1961 zunächst nach Marienberg, 1963 nach Dresden verlegt. Dort wuchs es zum 1. Dezember 1965 wieder zum Aufklärungsbataillon 7 auf. Zwischen 1961 und 1972 bezog das III./Motorisiertes Schützenregiment 7 die Kaserne Lerchenstraße. Die Geschosswerferabteilung 7 wurde zum 1. November 1973 in der Kaserne Lerchenstraße aufgestellt und hier stationiert. Sie erhielt am 7. Oktober 1987 den Traditionsnamen „Ernst Schneller“ verliehen. Im Frühjahr 1990 wurde die Kaserne Lerchenstraße geräumt. Die Geschosswerferabteilung 7 verlegte zugleich in die spätere Wettiner Kaserne zum Artillerieregiment 7. Das Hauptgebäude wurde nicht weiter genutzt, andere Teile des Areals übernahmen der Bauhof der Stadt und Gewerbebetriebe.
Am 2. Oktober 1990, am Tag vor der Deutschen Wiedervereinigung, löste sich die Nationale Volksarmee der DDR auf. Im Rahmen der Transformation und Integration in die Bundeswehr bestanden jedoch zunächst Verbände und Einheiten weiter. Die Geschosswerferabteilung 7 wurde im Oktober 1990 zum Mehrfach-Raketenwerferbataillon 7 umbenannt. Zum 31. März 1991 wurden das Artillerieregiment 7 und das Mehrfach-Raketenwerferbataillon 7 aufgelöst und mit je einer Batterie Teil des neu geschaffenen Panzerartilleriebataillon 375.

### Bundeswehr
Als die Bundeswehr die Kaserne übernahm, bestand an den Gebäuden und sonstigen Kaserneneinrichtungen erheblicher Instandsetzungs- und Modernisierungsbedarf. Ab 1992 erfolgten daher umfassende Baumaßnahmen. Die zwischen 1913 und 1916 errichteten Kasernenbauten wurden saniert. Ein Sportplatz, eine Tankstelle, eine Sporthalle, eine Wache, zwei Instandsetzungshallen und ein Parkplatz wurden neu errichtet. Einige Gebäude wurden abgebrochen, die Fernwärmeversorgung, das Wasser- und Abwassernetz erneuert. Umgerechnet 70 Millionen Euro wurden bis 2001 hierfür ausgegeben.
Am 3. November 1992 erhielt die Anlage den Namen „Wettiner Kaserne“.
2006 folgte der Bau eines neuen Wirtschaftsgebäudes mit Truppenküche. Der Technische Bereich wurde um neue Fahrzeug- und Gerätehallen erweitert. Zwischen Juni 2019 und 2022 erfolgte die Errichtung eines Bürogebäudes. Im Januar 2023 startete der Neubau eines weiteren Kasernengebäudes, das Ende 2025 fertiggestellt sein soll.
Im Einzelnen waren bzw. sind folgende Stäbe, Verbände, Einheiten und Dienststellen der Bundeswehr in der Wettiner Kaserne stationiert:
| Einheit                                                                                 | Stationierung ab  | Herkunft | Stationierung bis                              | Verbleib                                                                                |
| --------------------------------------------------------------------------------------- | ----------------- | --- | ---------------------------------------------- | --------------------------------------------------------------------------------------- |
| Panzerartilleriebataillon 375                                                           | 1. April 1991     | neu aufgestellt (aus Teilen des Artillerieregiment 7 und des Mehrfach-Raketenwerferbataillon 7) der ehemaligen NVA | 25. November 2005 (Außerdienststellungsappell) | wiederaufgestellt zum 5. Oktober 2023 in Weiden in der Oberpfalz, Major-Radloff-Kaserne |
| 4./Feldjägerbataillon 701                                                               | 1. Oktober 1991   | neu aufgestellt | 30. September 2002                             | in 4./Feldjägerbataillon 351 umbenannt                                                  |
| Zahnarztgruppe Frankenberg                                                              | 1. Oktober 1991   | neu aufgestellt | 31. Dezember 1998                              | aufgelöst                                                                               |
| Sportfördergruppe der Bundeswehr Frankenberg/Sachsen                                    | 1. August 1993    | neu aufgestellt | heute                                          |                                                                                         |
| Kraftfahrausbildungszentrum Frankenberg/Sachsen                                         | 1. Oktober 1994   | neu aufgestellt | 30. September 2014                             | aufgelöst                                                                               |
| Unterstützungspersonal Standortältester Frankenberg                                     | 1. März 1995      | neu aufgestellt | 31. März 2020                                  | aufgelöst                                                                               |
| Panzergrenadierbrigade 37                                                               | Juni 1995         | nach Aufstellung am 1. April 1991 als Heimatschutzbrigade 37 in Dresden und Umbenennung zum 1. Januar 1995 in Panzergrenadierbrigade 37 verlegt | 30. September 1996                             | in Jägerbrigade 37 „Freistaat Sachsen“ umbenannt                                        |
| Stabskompanie Panzergrenadierbrigade 37                                                 | Juni 1995         | nach Aufstellung am 1. April 1991 als Stabskompanie Heimatschutzbrigade 37 in Dresden und Umbenennung zum 1. Januar 1995 in Stabskompanie Panzergrenadierbrigade 37 verlegt                                                                                | 30. September 1996                             | in Stabskompanie Jägerbrigade 37 umgegliedert                                           |
| Jägerbrigade 37 „Freistaat Sachsen“                                                     | 1. Oktober 1996   | aus Panzergrenadierbrigade 37 | 31. März 2007                                  | in Panzergrenadierbrigade 37 „Freistaat Sachsen“ umbenannt                              |
| Stabskompanie Jägerbrigade 37                                                           | 1. Oktober 1996   | aus Stabskompanie Panzergrenadierbrigade 37 | 31. März 2007                                  | in Stabskompanie Panzergrenadierbrigade 37 umgegliedert                                 |
| Katholischer Standortpfarrer Frankenberg                                                | 1. März 1997      | neu aufgestellt | 31. Oktober 2007                               | in Katholisches Militärpfarramt Frankenberg umgegliedert                                |
| Feldersatzkompanie 370 (GerEinh)                                                        | 1. April 2000     | neu aufgestellt | 31. Dezember 2008                              | aufgelöst                                                                               |
| 4./Feldjägerbataillon 351                                                               | 1. Oktober 2002   | aus 4./Feldjägerbataillon 701 | 31. Dezember 2005                              | aufgelöst; zum 1. April 2006 in Potsdam, Havelland-Kaserne, wieder aufgestellt          |
| Panzerartilleriebataillon 25 (nicht aktiv)                                              | 1. Juli 2003      | nach Neuaufstellung am 31. Januar 1998 verlegt | 30. Juni 2008                                  | aufgelöst                                                                               |
| Lion Hellmann Bundeswehr Bekleidungsgesellschaft mbH Servicestation Frankenberg/Sachsen | 1. Juli 2003      | neu aufgestellt | heute                                          |                                                                                         |
| Evangelischer Standortpfarrer Frankenberg                                               | 1. Oktober 2003   | neu aufgestellt | 30. Juni 2007                                  | in Evangelisches Militärpfarramt Frankenberg umgegliedert                               |
| Sanitätszentrum Frankenberg/Sachsen                                                     | 1. Juli 2004      | neu aufgestellt | 30. September 2015                             | aufgelöst                                                                               |
| Fernmeldebataillon 701                                                                  | Mai 2005          | nach Aufstellung aus Nachrichtenregiment 3 der NVA am 21. März 1991 in Leipzig, General-Olbricht-Kaserne, und Umgliederung am 1. Juli 1994 in Stabs- und Fernmeldebataillon 701 sowie Rückumbenennung zum 1. Januar 2003 in Fernmeldebataillon 701 verlegt | 30. Juni 2014                                  | aufgelöst                                                                               |
| Heeresinstandsetzungslogistik Frankenberg/Sachsen                                       | 4. September 2006 | neu aufgestellt | heute                                          |                                                                                         |
| Landeskommando Sachsen – Familienbetreuungszentrum Frankenberg/Sachsen                  | 1. Januar 2007    | neu aufgestellt | 31. Januar 2013                                | in Familienbetreuungszentrum Frankenberg/Sachsen umbenannt                              |
| Verstärkungsreserve Sanitätszentrum Frankenberg/Sachsen                                 | 1. Januar 2007    | neu aufgestellt | 30. September 2015                             | aufgelöst                                                                               |
| Wehrbereichskommando III – Jugendoffizier Frankenberg/Sachsen                           | 1. Januar 2007    | neu aufgestellt | 31. März 2013                                  | aufgelöst                                                                               |
| Panzergrenadierbrigade 37 „Freistaat Sachsen“                                           | 1. April 2007     | aus Jägerbrigade 37 „Freistaat Sachsen“ | heute                                          |                                                                                         |
| Stabskompanie Panzergrenadierbrigade 37                                                 | 1. April 2007     | aus Stabskompanie Jägerbrigade 37 | 31. März 2014                                  | in Stabs- und Fernmeldekompanie Panzergrenadierbrigade 37 umgegliedert                  |
| Verbindungskommando der Luftwaffe zur Panzergrenadierbrigade 37                         | 1. Juli 2007      | neu aufgestellt | heute                                          |                                                                                         |
| Evangelisches Militärpfarramt Frankenberg                                               | 1. Juli 2007      | aus Evangelischer Standortpfarrer Frankenberg | heute                                          |                                                                                         |
| Katholisches Militärpfarramt Frankenberg                                                | 1. November 2007  | aus Katholischer Standortpfarrer Frankenberg | heute                                          |                                                                                         |
| Jugendoffizier Chemnitz                                                                 | 1. Januar 2013    | neu aufgestellt | heute                                          |                                                                                         |
| Familienbetreuungszentrum Frankenberg/Sachsen                                           | 1. Februar 2013   | aus Landeskommando Sachsen – Familienbetreuungszentrum Frankenberg/Sachsen | heute                                          |                                                                                         |
| Stabs- und Fernmeldekompanie Panzergrenadierbrigade 37                                  | 1. April 2014     | aus Stabskompanie Panzergrenadierbrigade 37 | 31. März 2020                                  | in Stabs- und Unterstützungskompanie Panzergrenadierbrigade 37 umgegliedert             |
| Sanitätsversorgungszentrum Frankenberg/Sachsen                                          | 1. Januar 2015    | neu aufgestellt | heute                                          |                                                                                         |
| Sanitätsstaffel Einsatz Frankenberg                                                     | 1. Januar 2015    | neu aufgestellt | heute                                          |                                                                                         |
| Ausbildungsunterstützungskompanie 371                                                   | 1. Januar 2016    | neu aufgestellt | 1. Februar 2020                                | in 5./Panzergrenadierbataillon 371 umbenannt                                            |
| Stabs- und Unterstützungskompanie Panzergrenadierbrigade 37                             | 1. April 2020     | aus Stabs- und Fernmeldekompanie Panzergrenadierbrigade 37 | heute                                          |                                                                                         |
| Fernmeldekompanie Panzergrenadierbrigade 37                                             | 1. April 2020     | neu aufgestellt | heute                                          |                                                                                         |
| Unterstützungspersonal Standortältester Frankenberg                                     | 1. April 2020     | neu aufgestellt | heute                                          |                                                                                         |
| Fernmeldesystembezirk 702/2                                                             |                   | neu aufgestellt |                                                |                                                                                         |